# Triacilglicerolo-sterolo O-aciltransferasi
La triacilglicerolo-sterolo O-aciltransferasi è un enzima appartenente alla classe delle transferasi, che catalizza la seguente reazione:
triacilglicerolo + un 3β-idrossisterolo ⇄ diacilglicerolo + un 3β-idrossisterolo estere
Il tripalmitoilglicerolo e, più lentamente, altri triacilgliceroli contenenti acidi grassi da C6 a C22, possono agire da donatori. I migliori accettori sono i 3β-idrossisteroli con un sistema ad anello planare.